# Liam Clancy
Liam Clancy (irsk: Liam Mac Fhlannchadha; 2. september 1935 – 4. december 2009) var en irsk folkemusiker og skuespiller fra Carrick-on-Suir, County Tipperary. Han var det yngste medlem af den indflydelsesrige folkemusikgruppe The Clancy Brothers, der blev betragtet som Irlans første rigtige popstjerner. De indspillede 55 albums, solgte millioner af plader på verdensplan og optrådte med udsolgte koncerter på prominente koncertsteder som Carnegie Hall og Royal Albert Hall.
Liam blev generelt betragtet som gruppens stærkeste vokaler. Bob Dylan betragtede ham som den bedste balladesanger nogensinde, mensGay Byrne beskrev ham som en af de "mest berømte fire irere i verden" på højdepunktet i The Clancy Brothers' karriere. Han var en central figur i 1960'erne under genoplivningen af folkemusiktraditionen på begge sider af Atlanterhavet. I 1976, som del af duoen Makem and Clancy, havde han et nummer 1 hit i Irland med anti-krigssangen "And the Band Played Waltzing Matilda" (skrevet af den skotsk-australske sangskriver Eric Bogle). Ved hans død skrev The Irish Times at hans eftermæle var sikret.

## Diskografi

### Solo recordings
- 1965 – Liam Clancy – Vanguard LP/CD

*re-released with bonus tracks as 'Irish Troubadour' on Vanguard CD
- 1974 – Farewell to Tarwaithie – Plainsong LP

*on Shanachie CD as "The Dutchman"
- 2007 – Yes Those Were The Days: The Essential Liam Clancy Dolphin Records
- 2008 – The Wheels of Life, Dolphin Records

### Guest recordings
- 1955 – The Lark in the Morning – Tradition LP/Rykodisc CD
- 1956 – The Countess Cathleen – Tradition LP
- 1989 – Phil Coulter: Words and Music – Shanachie CD
- 1992 – Phil Coulter: A Touch of Tranquility – Shanachie CD
- 1994 – Joanie Madden: Whistle on the Wind – Green Linnet CD
- 1999 – Cherish the Ladies: At Home – RCA CD
- 2000 – The Girls Won't Leave the Boys Alone – Windham Hill CD
- 2002 – Danú: All Things Considered – Shanachie CD

### Liam Clancy and Tommy Makem
Blackbird and Shanachie Records
- Tommy Makem and Liam Clancy (1976)
- The Makem & Clancy Concert (1977)
- Two for the Early Dew (1978)
- The Makem and Clancy Collection (1980) – contains previously released material and singles
- Live at the National Concert Hall (1983)
- We've Come A Long Way (1986)

## Filmography
- 1984 – The Story of the Clancy Brothers and Tommy Makem – Shanachie
- 1984 – Reunion Concert: Belfast – Shanachie
- circa 1985 – Pete Seeger's Rainbow Quest (1965) – Central Sun / Shanachie (reissue)
- 1997 – Farewell to Ireland – Pinnacle Vision
- 2007 – Yes...Those Were the Days: Liam Clancy – Live at the Olympia, Dublin – unknown distributor

*originally released in 1992 as "In Close Up: Volumes 1 and 2" from a concert recorded in 1989
- 2007 – The Best of 'Hootenanny' – Shout!
- 2009 – The Yellow Bittern: The life and times of Liam Clancy